# طهارة الكلب في الإسلام
طهارة الكلب في الإسلام يُقصد به بيان ما إذا كانت الكلاب طاهرة أم نجسة. وهو موضوع خلافي بين الفقهاء، فَقَدْ اختلف الْعلَماءُ فِيهِ عَلَى ثلَاثةِ أَقْوالٍ: أَحَدُهَا: أَنَّهُ طَاهِرٌ حتَّى رِيقه وما تولد عنه من رطوبات وَهَذَا مذْهَب المالكية والظاهرية والإباضية، وَالثَّانِي: أنه نَجِسٌ حَتى شَعرُه وهَذا هو مَذْهَبُ الشيعة والشَّافعيِّة وإِحدَى الروَايَتَينِ عَنْ أَحْمَد بن حنبل. وَالثّالِث: أن شعْرهُ طَاهِر أما رِيقه فنَجِس وهَذا هو مَذْهَبُ أَبِي حنيفة وَأَحْمَد بن حنبل فِي إحْدَى الروَايَتَينِ عَنه وهذا المشهور عنْهُ.
لم ينفرد المالكية في القول بطهارة الكلب، فمن التابعين: عكرمة، والزهري، وأبو عبيدة مسلم بن أبي كريمة. ومن كبار علماء السنة: الأوزاعي، والثوري، وداود بن علي صاحب مذهب الظاهرية، وفي ذلك قال الماوردي: «وَقَالَ مَالِكٌ وَدَاوُدُ:الْكَلْبُ طَاهِرٌ فَإِذَا وَلَغَ فِي الْإِنَاءِ كَانَ وَمَا فِيهِ طَاهِرًا، وَوَجَبَ غَسْلُهُ تَعَبُّدًا، وَبِهِ قَالَ الزُّهْرِيُّ والْأَوْزَاعِيُّ وَالثَّوْرِيُّ اسْتِدْلَالًا بِأَنَّ اللَّهَ تَعَالَى أَبَاحَ الِاصْطِيَادَ بِهِ فَقَالَ: {وَمَا عَلَّمْتُمْ مِنَ الْجَوَارِحِ مُكَلِّبِينَ)، وَلَوْ كَانَ نَجِسًا لَأَفْسَدَ مَا صَادَهُ بِفَمِهِ». وفي المتأخرين من وافق مالك بن أنس، منهم: ابن المنذر النيسابوري، وابن حزم، محمد الشوكاني. وكان ابن حزم في بدؤه يشدد في أمر الكلاب، ويأمر بقتلها قلعا لهم عن مخالطتها، ثم ترك وعاد إلى مذهب الظاهرية في طهارة الكلب، وألف رسالة في طهارة الكلب.
أَمَّا علمياً فقد ثبت أنّ لعق الكلاب للجروح قد يساعد على شفائها. وفي الواقع، فإن لعاب الكلب قاتل بكتري للبكتيريا الإشريكية القولونية والعقدية، ولكنه لا يقتل البكتيريا العنقودية أو الزائفة الزنجارية. وبهذه الأبحاث العلمية يستدل المعاصرون على طهارة لعاب الكلب بالإضافة إلى نصوص القرآن والسنة النبوية.
 

## الشرع
قال تعالى: ﴿يَسْأَلُونَكَ مَاذَا أُحِلَّ لَهُمْ قُلْ أُحِلَّ لَكُمُ الطَّيِّبَاتُ وَمَا عَلَّمْتُمْ مِنَ الْجَوَارِحِ مُكَلِّبِينَ تُعَلِّمُونَهُنَّ مِمَّا عَلَّمَكُمُ اللَّهُ فَكُلُوا مِمَّا أَمْسَكْنَ عَلَيْكُمْ وَاذْكُرُوا اسْمَ اللَّهِ عَلَيْهِ وَاتَّقُوا اللَّهَ إِنَّ اللَّهَ سَرِيعُ الْحِسَابِ ۝٤﴾ [المائدة:4] . ولم يرد نص في القرآن في نجاسة الكلاب. وفي السنة النبوية أختلف الفقهاء في هذه المسألة لعدم توفر النص الصريح، فذهب أبو حنيفة والحنابلة في الأصح عنهم إلى نجاسة سؤر الكلب (لعابه) وطهارة بدنه، وذهب الشافعي والشيعة إلى نجاسة الكلب لعابه وشعره، وذهبت المالكية والظاهرية والإباضية إلى طهارة سؤره وبدنه. وفي ذلك حكى ابن تيمية: «أَمَّا الْكَلْبُ فَلِلْعُلَمَاءِ فِيهِ ثَلَاثَةُ أَقْوَالٍ مَعْرُوفَةٍ. أَحَدُهُمَا: إنَّهُ نَجَسٌ كُلُّهُ حَتَّى شَعْرُهُ، كَقَوْلِ الشَّافِعِيِّ، وَأَحْمَدَ فِي إحْدَى الرِّوَايَتَيْنِ عَنْهُ. وَالثَّانِي: إنَّهُ طَاهِرٌ حَتَّى رِيقُهُ، كَقَوْلِ مَالِكٍ فِي الْمَشْهُورِ عَنْهُ. وَالثَّالِثُ: إنَّ رِيقَهُ نَجَسٌ وَإِنَّ شَعْرَهُ طَاهِرٌ؛ وَهَذَا مَذْهَبُ أَبِي حَنِيفَةَ الْمَشْهُورُ عَنْهُ، وَهُوَ الرِّوَايَةُ الْأُخْرَى عَنْ أَحْمَدَ».
احتج الشافعي بنجاسة الكلب بحديث أبي هريرة عن النبي محمد: «إذا ولغ الكلب في إناء أحدكم فليرقه ثم ليغسله سبع مرات». ورد مالك بن أنس وداود: إن غسل الإناء من ولوغ الكلب إنما يكون تعبداً. وقال ابن المنذر النيسابوري: «وَلَا أَعْلَمُ مَعَ مَنْ أَثْبَتِ نَجَاسَةَ لُعَابِ الْكَلْبِ حُجَّةً».

## طهارة الكلب
بعض الأدلة من القرآن والسنة النبوية مما يستدل بها على طهارة الكلب ويتضمن ذلك جواز تربية واقتناء الكلب.

### من قال بطهارة الذات واللعاب
الذين ذهبوا بطهارة شَعر وسؤر الكلب هم المالكية والظاهرية والإباضية. وقد ذهب إلى هذا القول كبار التابعيون والعلماء، منهم: عكرمة، والزهري، وأبو عبيدة مسلم بن أبي كريمة رأس الإباضية، وعروة بن الزبير، ومالك بن أنس، والأوزاعي، والثوري، وعبد الرحمن بن القاسم العتقي، وداود بن علي، وابن المنذر النيسابوري.
- استدل الزهري ومالك بن أنس والأوزاعي والثوري وداود بن علي على طهارة الكلب عينه وريقه بالنص القرآني:﴿يَسْأَلُونَكَ مَاذَا أُحِلَّ لَهُمْ قُلْ أُحِلَّ لَكُمُ الطَّيِّبَاتُ وَمَا عَلَّمْتُمْ مِنَ الْجَوَارِحِ مُكَلِّبِينَ تُعَلِّمُونَهُنَّ مِمَّا عَلَّمَكُمُ اللَّهُ فَكُلُوا مِمَّا أَمْسَكْنَ عَلَيْكُمْ وَاذْكُرُوا اسْمَ اللَّهِ عَلَيْهِ وَاتَّقُوا اللَّهَ إِنَّ اللَّهَ سَرِيعُ الْحِسَابِ ۝٤﴾ [المائدة:4]. وقالوا: لَوْ كَانَ نَجِسًا لَأَفْسَدَ مَا صَادَهُ بِفَمِهِ، وَلَمَا وَرَدَ الشَّرْعُ بِإِبَاحَتِهِ، فدل ذلك على طهارة ريقه. وفي حكى الماوردي عنهم قائلاُ: «وقَالَ مَالِكٌ وَدَاوُدُ:الْكَلْبُ طَاهِرٌ فَإِذَا وَلَغَ فِي الْإِنَاءِ كَانَ وَمَا فِيهِ طَاهِرًا، وَوَجَبَ غَسْلُهُ تَعَبُّدًا، وَبِهِ قَالَ الزُّهْرِيُّ والْأَوْزَاعِيُّ وَالثَّوْرِيُّ اسْتِدْلَالًا بِأَنَّ اللَّهَ تَعَالَى أَبَاحَ الِاصْطِيَادَ بِهِ فَقَالَ: {وَمَا عَلَّمْتُمْ مِنَ الْجَوَارِحِ مُكَلِّبِينَ)، وَلَوْ كَانَ نَجِسًا لَأَفْسَدَ مَا صَادَهُ بِفَمِهِ».[6]

روي عن ابن عمر في  صحيح البخاري: 
| طهارة الكلب في الإسلام | كانت الكلاب تبول وتقبل وتدبر في المسجد في زمان رسول الله صلى الله عليه وسلم فلم يكونوا يرشون شيئا من ذلك، صحيح | طهارة الكلب في الإسلام |

 مما استدل به على طهارة، أن الكلاب كانت تقبل وتدبر في مسجد النبي صلى الله عليه وسلم، وقد تضع أفواهها على الأرض، ولم يأمر النبي صلى الله عليه وسلم بإخراجها، ولا بغسل ما مسته من أرض المسجد. ورد عليهم الآخرون بأن طهارة المسجد يقينية، وسقوط اللعاب ظن، واليقين لا يزول بالظن.
روي عن أبي هريرة في  صحيح البخاري: 
| طهارة الكلب في الإسلام | أن رجلا رأى كلبا يأكل الثرى من العطش، فأخذ الرجل خفه فجعل يغرف له به حتى أرواه، فشكر الله له فأدخله الجنة، حديث صحيح | طهارة الكلب في الإسلام |

هذا الحديث مما يستدل به على طهارة الكلب عند المالكية، فإن الرجل سقى الكلب في خفه، واستباح لبسه في الصلاة دون غسله، إذ لم يُذكر الغسلُ في الحديث، وشرع من قبلنا شرع لنا ما لم يرد ناسخ. ورد عليهم الآخرون بأنه لا دليل على أنه صلى به قبل تطهيره.
روي عن أبي هريرة في  سنن الدارقطني: 
| طهارة الكلب في الإسلام | سئل رسول الله صلى الله عليه وسلم عن الحياض التي تكون فيما بين مكة والمدينة، فقيل له : إن الكلاب والسباع ترد عليها، فقال : «لها ما أخذت في بطونها ولنا ما بقي شراب وطهور»، صحيح | طهارة الكلب في الإسلام |

 فدل هذا الحديث على طهارة الكلب من وجهين.أحدهما: أنه جمع بينه وبين السباع فلما كان السبع طاهرا كان ما جمع إليه في الحكم طاهرا.والثاني: أنه جعل ما بقي من شربه طهورا، وقد يكون الباقي قليلا، ويكون الباقي كثيرا. ورد عليهم الآخرون أن عطف السباع على الكلاب يل على المغايرة. أما كون الباقي كونه قد يكون قليلًا فهذا احتمال، وليس بيقين.
- ﴿سَيَقُولُونَ ثَلَاثَةٌ رَابِعُهُمْ كَلْبُهُمْ وَيَقُولُونَ خَمْسَةٌ سَادِسُهُمْ كَلْبُهُمْ رَجْمًا بِالْغَيْبِ وَيَقُولُونَ سَبْعَةٌ وَثَامِنُهُمْ كَلْبُهُمْ قُلْ رَبِّي أَعْلَمُ بِعِدَّتِهِمْ مَا يَعْلَمُهُمْ إِلَّا قَلِيلٌ فَلَا تُمَارِ فِيهِمْ إِلَّا مِرَاءً ظَاهِرًا وَلَا تَسْتَفْتِ فِيهِمْ مِنْهُمْ أَحَدًا ۝٢٢﴾ [الكهف:22] يُستدل بها على جواز اقتناء الكلب في البيت، فكيف يكون لهم كلب وهم أطهار مؤمنين والكلب نجس، وشرع من قبلنا شرع لنا ما لم يرد ناسخ.

### من قال بطهارة البدن ونجاسة اللعاب
الذين ذهبوا إلى طهارة شعْر الكلب وَنجاسة رِيقه، فهم الأحناف وابن تيمية وحكى عن أحمد بن حنبل ذلك. ويقولون أن الأصل في الأشياء الطهارة، إلا إذا ورد نص بالنجاسة، «فيبقى شعر الكلب وجلده على الأصل في الطهارة»، أما لحم الكلب وريقه فنجس، لورود الحديث الذي رواه مسلم عن أبي هريرة رضي الله عنه قال: قال صلى الله عليه وسلم: «طَهُورُ إِنَاءِ أَحَدِكُمْ إِذَا وَلَغَ فِيهِ الْكَلْبُ، أَنْ يَغْسِلَهُ سَبْعَ مَرَّاتٍ، أُولَاهُنَّ بِالتُّرَابِ». وقال ابن تيمية في نجاسة الكلب: «الْقَوْلُ الرَّاجِحُ هُوَ: طَهَارَةُ الشُّعُورِ كُلِّهَا: الْكَلْبُ، وَالْخِنْزِيرُ، وَغَيْرُهُمَا بِخِلَافِ الرِّيقِ، وَعَلَى هَذَا فَإِذَا كَانَ شَعْرُ الْكَلْبِ رَطْبًا، وَأَصَابَ ثَوْبَ الْإِنْسَانِ، فَلَا شَيْءَ عَلَيْهِ، كَمَا هُوَ مَذْهَبُ جُمْهُورِ الْفُقَهَاءِ أَبِي حَنِيفَةَ، وَمَالِكٍ، وَأَحْمَدَ فِي إحْدَى الرِّوَايَتَيْنِ عَنْهُ؛ وَذَلِكَ؛ لِأَنَّ الْأَصْلَ فِي الْأَعْيَانِ الطَّهَارَةُ، فَلَا يَجُوزُ تَنْجِيسُ شَيْءٍ وَلَا تَحْرِيمُهُ إلَّا بِدَلِيلٍ».

## نجاسة الكلب
الذين ذهبوا إلى نجاسة الكلب هم: الشافعية وجمهور الشيعة ورواية عن أحمد بن حنبل، ومن معاصري الحنابلة ممن قال بنجاسة الكلب: ابن العثيمين وابن باز.

### الشافعية
ذهب الشافعية والحنابلة، بنَجِاسة الكلب حَتى شَعرُه ويستدلون بحديث:

روي عن أبي هريرة في  صحيح مسلم: 
| طهارة الكلب في الإسلام | طهور إناء أحدكم إذا ولغ فيه الكلب أن يغسله سبع مرات أولاهن بالتراب، صحيح | طهارة الكلب في الإسلام |

 ودلالتهم من الحديث أنه لو لم يكن نجساً لما أمر بإراقته لأنه يكون حينئذ إتلاف مال، وقد نهينا عن إضاعة المال، والدلالة من الحديث الثاني ظاهرة أيضاً فإن الطهارة تكون من حدث أو نجس، وقد تعذر الحمل هنا على طهارة الحدث فتعينت طهارة النجس. وقد رد المالكية وجمهور من العلماء إن غسل الإناء من ولوغه تعبداً، وليس دليل على نجاسة الكلب واحتجوا لهم بقول الله تعالى: فَكُلُوا مِمَّا أَمْسَكْنَ عَلَيْكُم.

### الشيعة
المشهور بين فقهاء الشيعة الإمامية أن نجاسة الكلب عينية أي أن كل شيء فيه نجس شعره وجلده وأظافره وفضلاته من لعاب وغيره وحجتهم الآتي:
- روى حماد بن عيسى عن حريز بن عبد الله عن الفضل أبي العباس قال، قال أبو عبد الله الصادق: إن أصاب ثوبك من الكلب رطوبة فاغسله، وإن مسه جافا فاصبب عليه الماء، قلت: لم صار بهذه المنزلة؟ قال: لأن النبي (صلى الله عليه واله) أمر بقتلها.[19]
- روى حماد عن حريز عن محمد بن مسلم عن أبي عبد الله جعفر الصادق، قال: سألته عن الكلب يشرب من الاناء. قال: اغسل الاناء.[20]

إلا أن بعض فقهاء الشيعة ذهبوا إلى القول بطهارة بدن الكلب ونجاسة لعابه فمن المتقدمين الذين ذهبوا هذا المذهب الشريف المرتضى، وقال المرتضى:«شعر الميتة طاهر، وكذلك شعر الكلب والخنزير، هذا صحيح وهو مذهب أصحابنا، وهو مذهب أبي حنيفة وأصحابه. وقال الشافعي: إن ذلك كله نجس». بينما ذهب الشيخ الصدوق إلى رأي نادر وهو القول بطهارة كلاب الصيد حصراً ونجاسة الأصناف الأخرى من الكلاب.

## مؤلفات
- رسالة الكلب طاهر، ابن حزم.
- طهارة الكلب بين المالكية والشافعية، محمد الأمير المالكي.